# Hemiops ireii
Hemiops ireii là một loài bọ cánh cứng trong họ Elateridae. Loài này được Ôhira & Makihara miêu tả khoa học năm 2007.